# Landtagswahlkreis Bielefeld I
Der Landtagswahlkreis Bielefeld I (Wahlkreis 92) ist ein Wahlkreis für die Landtagswahlen in Nordrhein-Westfalen. Er umfasst das Kerngebiet der kreisfreien Stadt Bielefeld mit den Stadtbezirken Mitte, Schildesche und Gadderbaum.
Bei der Landtagswahl 2005 war der Wahlkreis einer von nur zwei Wahlkreisen, die die SPD in Ostwestfalen-Lippe gewinnen konnte. Der Wahlkreis ist zur Landtagswahl 2005 in dieser Form neu eingerichtet worden. Von 1980 bis 2005 existierte ein Wahlkreis 105 Bielefeld I, der die Bielefelder Stadtbezirke Schildesche, Heepen, Dornberg und Jöllenbeck umfasste. Vor 1980 existierte bereits ein Landtagswahlkreis Bielefeld-Stadt I mit anderen Abgrenzungen.
Bei der Landtagswahl 2010 konnten die Wähler erstmals Erst- und Zweitstimme getrennt abgeben.

## Landtagswahl 2022
Die Landtagswahl fand am 15. Mai 2022 statt. Christina Kampmann wurde mit 32,5 % direkt in den Landtag gewählt. Die Wahlbeteiligung betrug 59,3 %.
| Direktkandidat     | Partei | Partei                | Erststimmen in % | Zweitstimmen in % |
| ------------------ | ------ | --------------------- | ---------------- | ----------------- |
| Ralf Nettelstroth  |        | CDU                   | 21,6             | 20,4              |
| Christina Kampmann |        | SPD                   | 32,5             | 25,7              |
| Christina Osei     |        | Bündnis 90/Die Grünen | 26,8             | 31,5              |
| Leo Massimo Knauf  |        | FDP                   | 4,4              | 5,8               |
| Florian Sander     |        | AfD                   | 3,2              | 3,3               |
| Onur Ocak          |        | Die Linke             | 6,2              | 5,7               |
| Lena Oberbäumer    |        | Die PARTEI            | 3,5              | 2,2               |
| Martin Schwab      |        | dieBasis              | 1,5              | 1,1               |
| Reinhard Schultka  |        | MLPD                  | 0,1              | 0,1               |
| Johanna Seel       |        | DKP                   | 0,2              | 0,1               |
| –                  |        | Sonstige              | –                | 4,1               |

## Landtagswahl 2017
Von 93.704 Wahlberechtigten gaben 62.410 (66,6 %) ihre Stimme ab.
| Direktkandidat         | Partei   | Erststimmen in % | Zweitstimmen in % |
| ---------------------- | -------- | ---------------- | ----------------- |
| Christina Kampmann     | SPD      | 40,1             | 31,4              |
| Vincenzo Copertino     | CDU      | 23,3             | 21,8              |
| Matthias Bolte-Richter | GRÜNE    | 11,1             | 13,9              |
| Laura von Schubert     | FDP      | 7,5              | 10,5              |
| Michael Gugat          | PIRATEN  | 1,8              | 1,4               |
| Barbara Schmidt        | LINKE    | 10,3             | 11,9              |
| Heliane Ostwald        | AfD      | 4,4              | 5,0               |
| Sonstige               | Sonstige | 1,6              | 4,1               |

Neben der erstmals direkt gewählten Wahlkreisabgeordneten Christina Kampmann (SPD) wurde der Grünen-Kandidat Matthias Bolte-Richter erneut über Listenplatz 14 seiner Partei in den Landtag gewählt.

## Landtagswahl 2012
Von 92.961 Wahlberechtigten gaben 57.915 (62,3 %) ihre Stimme ab.
| Direktkandidat         | Partei   | Erststimmen in % | Zweitstimmen in % |
| ---------------------- | -------- | ---------------- | ----------------- |
| Monika Kammeier        | CDU      | 21,8             | 17,5              |
| Günter Garbrecht       | SPD      | 44,0             | 37,1              |
| Matthias Bolte         | GRÜNE    | 17,2             | 21,3              |
| Jasmin Wahl-Schwentker | FDP      | 3,8              | 6,6               |
| Barbara Schmidt        | LINKE    | 5,3              | 5,6               |
| Michael Gugat          | PIRATEN  | 7,3              | 8,2               |
| Ruth Beate Beuthe      | AUF      | 0,5              | 0,4               |
| –                      | Sonstige | –                | 3,94              |

Bei der Landtagswahl 2012 direkt gewählter Abgeordneter ist Günter Garbrecht von der SPD. Matthias Bolte von Bündnis 90/Die Grünen unterlag in der Direktwahl, zog aber über die Landesliste seiner Partei in den Landtag ein.
Quelle:

## Landtagswahl 2010
Stimmberechtigt  zur Landtagswahl in Nordrhein-Westfalen 2010 waren 92.350 Einwohner. Die Wahlbeteiligung betrug 61,9 Prozent.
| Direktkandidat 2010 | Partei   | Erststimmen in % | Zweitstimmen in % |
| ------------------- | -------- | ---------------- | ----------------- |
| Barbara Sommer      | CDU      | 26,3             | 24,0              |
| Günter Garbrecht    | SPD      | 41,9             | 33,9              |
| Matthias Bolte      | GRÜNE    | 18,2             | 21,8              |
| Jens Andernacht     | FDP      | 3,6              | 4,9               |
| Barbara Schmidt     | LINKE    | 8,5              | 9,7               |
| Siegfried Reball    | NPD      | 1,1              | 0,8               |
| Lydia Makhloufi     | BüSo     | 0,4              | 0,1               |
| -                   | Sonstige | –                | 4,8               |

## Landtagswahl 2005
Stimmberechtigt  zur Landtagswahl in Nordrhein-Westfalen 2005 waren 93.715 Einwohner. Die Wahlbeteiligung betrug 64,4 Prozent.

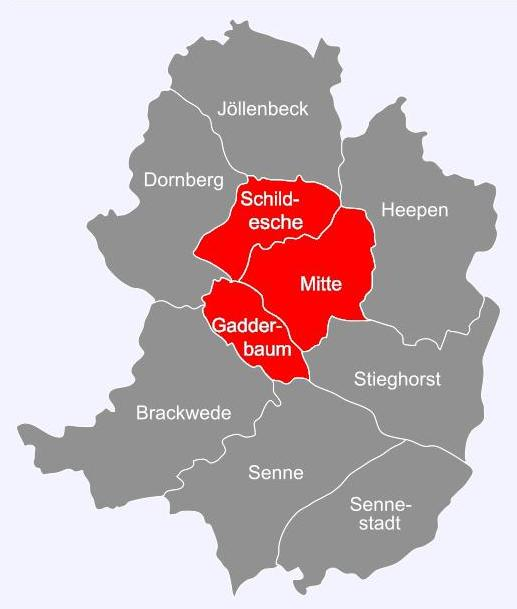
Stadtbezirke des Wahlkreises

| Direktkandidat 2005 | Partei   | 2005 Stimmen in % | 2000 Stimmen in % |
| ------------------- | -------- | ----------------- | ----------------- |
| Angelika Gemkow     | CDU      | 32,8              | 29,0              |
| Günter Garbrecht    | SPD      | 39,6              | 40,6              |
| Jan Goedtke         | FDP      | 4,7               | 8,1               |
| Michael Vesper      | GRÜNE    | 16,2              | 17,8              |
| Barbara Schmidt     | PDS      | 1,6               | 2,7               |
| Dirk Schmitz        | WASG     | 3,1               | -                 |
| Sonstige            | Sonstige | 2,0               | 1,8               |

## Bisherige Wahlkreissieger
| Wahl | Wahlkreisname         | Gebiet                                            | Wahlkreissieger          |
| ---- | --------------------- | ------------------------------------------------- | ------------------------ |
| 1947 | 138 Bielefeld-Stadt I | Nordwestlicher Teil der damaligen Stadt Bielefeld | Carl Severing (SPD)      |
| 1950 | 138 Bielefeld-Stadt I | Nordwestlicher Teil der damaligen Stadt Bielefeld | Carl Severing (SPD)      |
| 1954 | 138 Bielefeld-Stadt I | Nordwestlicher Teil der damaligen Stadt Bielefeld | Gerhard Koch (SPD)       |
| 1958 | 138 Bielefeld-Stadt I | Nordwestlicher Teil der damaligen Stadt Bielefeld | Gerhard Koch (SPD)       |
| 1962 | 138 Bielefeld-Stadt I | Nordwestlicher Teil der damaligen Stadt Bielefeld | Karlheinz Böhm (SPD)     |
| 1966 | 140 Bielefeld-Stadt I | Nordwestlicher Teil der damaligen Stadt Bielefeld | Karlheinz Böhm (SPD)     |
| 1970 | 140 Bielefeld-Stadt I | Nordwestlicher Teil der damaligen Stadt Bielefeld | Karlheinz Böhm (SPD)     |
| 1975 | 141 Bielefeld-Stadt I | Südlicher Teil von Bielefeld                      | Franz Mader (CDU)        |
| 1980 | 105 Bielefeld I       | Schildesche, Heepen, Dornberg, Jöllenbeck         | Karl Josef Denzer (SPD)  |
| 1985 | 105 Bielefeld I       | Schildesche, Heepen, Dornberg, Jöllenbeck         | Karl Josef Denzer (SPD)  |
| 1990 | 105 Bielefeld I       | Schildesche, Heepen, Dornberg, Jöllenbeck         | Helga Gießelmann (SPD)   |
| 1995 | 105 Bielefeld I       | Schildesche, Heepen, Dornberg, Jöllenbeck         | Helga Gießelmann (SPD)   |
| 2000 | 105 Bielefeld I       | Schildesche, Heepen, Dornberg, Jöllenbeck         | Helga Gießelmann (SPD)   |
| 2005 | 92 Bielefeld I        | Schildesche, Mitte, Gadderbaum                    | Günter Garbrecht (SPD)   |
| 2010 | 92 Bielefeld I        | Schildesche, Mitte, Gadderbaum                    | Günter Garbrecht (SPD)   |
| 2012 | 92 Bielefeld I        | Schildesche, Mitte, Gadderbaum                    | Günter Garbrecht (SPD)   |
| 2017 | 92 Bielefeld I        | Schildesche, Mitte, Gadderbaum                    | Christina Kampmann (SPD) |